# Bahnstrecke Aschaffenburg–Miltenberg
| Streckennummer (DB): | 5220 |                                           |                                           |
| Kursbuchstrecke (DB): | 781 |                                           |                                           |
| Kursbuchstrecke: | 416a (1946) 416d (Aschaffenburg Hbf – Aschaffenburg Süd 1946) 321h, 416e (Miltenberg Bft – Miltenberg Hbf 1946) |                                           |                                           |
| Streckenlänge: | 36,46 km |                                           |                                           |
| Spurweite: | 1435 mm (Normalspur)                                                                                            |                                           |                                           |
| Streckenklasse: | D4 |                                           |                                           |
| Maximale Neigung: | 5 ‰ |                                           |                                           |
| Minimaler Radius: | 550 m |                                           |                                           |
| Streckengeschwindigkeit: | 120 km/h |                                           |                                           |
| Zugbeeinflussung: | PZB |                                           |                                           |
| | |                                           |                                           |
| \| \| \| von Frankfurt (Main) Süd \| \| \| \| \| von Darmstadt \| \| \| \| -0,026 \| Aschaffenburg Hbf \| 131 m \| \| \| \| nach Würzburg Hbf \| \| \| \| \| von Aschaffenburg-Goldbach \| \| \| \| 1,710 \| Aschaffenburg Hochschule (seit Dez. 2007) \| Aschaffenburg Hochschule (seit Dez. 2007) \| \| \| 2,632 \| Aschaffenburg Süd \| Aschaffenburg Süd \| \| \| \| nach Aschaffenburg-Nilkheim \| \| \| \| 4,648 \| DB InfraGO/DB RegioNetz Infrastruktur \| DB InfraGO/DB RegioNetz Infrastruktur \| \| \| 7,292 \| Obernau \| Obernau \| \| \| 9,289 \| Sulzbach (Main) (ehem. Bf) \| Sulzbach (Main) (ehem. Bf) \| \| \| 14,534 \| Kleinwallstadt \| Kleinwallstadt \| \| \| 18,472 \| Obernburg-Elsenfeld \| Obernburg-Elsenfeld \| \| \| \| nach Heimbuchenthal \| \| \| \| 19,843 \| Glanzstoffwerke \| Glanzstoffwerke \| \| \| 22,507 \| Erlenbach (Main) \| Erlenbach (Main) \| \| \| 22,815 \| Main (191 m) \| Main (191 m) \| \| \| 23,844 \| Wörth (Main) (ehem. Bf) \| Wörth (Main) (ehem. Bf) \| \| \| 25,941 \| Klingenberg (Main) \| Klingenberg (Main) \| \| \| 30,390 \| Laudenbach (b Kleinheubach) \| Laudenbach (b Kleinheubach) \| \| \| 33,473 \| Kleinheubach \| Kleinheubach \| \| \| \| von Seckach \| \| \| \| 35,972 \| Miltenberg Bft \| Miltenberg Bft \| \| \| \| Miltenberg West \| \| \| \| \| nach Wertheim \| \| \| \| 36,430 \| Miltenberg Hbf (ab 1977: Miltenberg Gbf) \| Miltenberg Hbf (ab 1977: Miltenberg Gbf) \| \| \| \| \| \| \| Quellen: [1][2][3] \| \| \| \| | |                                           |                                           |
| Strecke | | von Frankfurt (Main) Süd                  | von Frankfurt (Main) Süd                  |
| Abzweig geradeaus und von rechts | | von Darmstadt                             | von Darmstadt                             |
| Bahnhof | -0,026 | Aschaffenburg Hbf                         | 131 m                                     |
| Abzweig geradeaus und nach links | | nach Würzburg Hbf                         | nach Würzburg Hbf                         |
| Abzweig geradeaus und ehemals von links | | von Aschaffenburg-Goldbach                | von Aschaffenburg-Goldbach                |
| Haltepunkt / Haltestelle | 1,710 | Aschaffenburg Hochschule (seit Dez. 2007) | Aschaffenburg Hochschule (seit Dez. 2007) |
| Bahnhof | 2,632 | Aschaffenburg Süd                         | Aschaffenburg Süd                         |
| Abzweig geradeaus und nach rechts | | nach Aschaffenburg-Nilkheim               | nach Aschaffenburg-Nilkheim               |
| Wechsel des Eisenbahninfrastrukturunternehmens | 4,648 | DB InfraGO/DB RegioNetz Infrastruktur     | DB InfraGO/DB RegioNetz Infrastruktur     |
| Haltepunkt / Haltestelle | 7,292 | Obernau                                   | Obernau                                   |
| Haltepunkt / Haltestelle | 9,289 | Sulzbach (Main) (ehem. Bf)                | Sulzbach (Main) (ehem. Bf)                |
| Bahnhof | 14,534 | Kleinwallstadt                            | Kleinwallstadt                            |
| Bahnhof | 18,472 | Obernburg-Elsenfeld                       | Obernburg-Elsenfeld                       |
| Abzweig geradeaus und ehemals nach links | | nach Heimbuchenthal                       | nach Heimbuchenthal                       |
| Haltepunkt / Haltestelle | 19,843 | Glanzstoffwerke                           | Glanzstoffwerke                           |
| Haltepunkt / Haltestelle | 22,507 | Erlenbach (Main)                          | Erlenbach (Main)                          |
| Brücke über Wasserlauf | 22,815 | Main (191 m)                              | Main (191 m)                              |
| Haltepunkt / Haltestelle | 23,844 | Wörth (Main) (ehem. Bf)                   | Wörth (Main) (ehem. Bf)                   |
| Bahnhof | 25,941 | Klingenberg (Main)                        | Klingenberg (Main)                        |
| Haltepunkt / Haltestelle | 30,390 | Laudenbach (b Kleinheubach)               | Laudenbach (b Kleinheubach)               |
| Bahnhof | 33,473 | Kleinheubach                              | Kleinheubach                              |
| Abzweig geradeaus und von rechts | | von Seckach                               | von Seckach                               |
| Dienststation / Betriebs- oder Güterbahnhof | 35,972 | Miltenberg Bft                            | Miltenberg Bft                            |
| Blockstelle | | Miltenberg West                           | Miltenberg West                           |
| Abzweig ehemals geradeaus und nach links | | nach Wertheim                             | nach Wertheim                             |
| Kopfbahnhof Streckenende (Strecke außer Betrieb) | 36,430 | Miltenberg Hbf (ab 1977: Miltenberg Gbf)  | Miltenberg Hbf (ab 1977: Miltenberg Gbf)  |
| | |                                           |                                           |
| Quellen: | |                                           |                                           |

Die Bahnstrecke Aschaffenburg–Miltenberg ist eine eingleisige Hauptbahn in Bayern. Sie führt im Maintal von Aschaffenburg nach Miltenberg. Der Personenverkehr auf der Strecke wird von der Westfrankenbahn als Teil der Verbindung Aschaffenburg–Wertheim betrieben, die von ihr als Maintalbahn bezeichnet wird.

## Geschichte

Bahnstrecken in Miltenberg

Miltenberg wurde von den Königlich Bayerischen Staatseisenbahnen von Aschaffenburg aus mit einer Hauptbahnstrecke an das Eisenbahnnetz angeschlossen, die am 12. November 1876 eröffnet wurde. Hierzu wurde südlich des Mains am westlichen Rand der Altstadt ein Kopfbahnhof gebaut, der später den Namen „Miltenberg Hauptbahnhof“ bekam.
Gegen Ende des Zweiten Weltkrieges wurde in Aschaffenburg der Durchlass des Hensbaches durch den Bahndamm der Maintalbahn für die Bewohner der Obernauer Kolonie und die Beschäftigten des Lenkradwerkes Petri zu einem behelfsmäßigen Luftschutzkeller ausgebaut. Hierzu wurde in den Durchlass eine Zwischendecke aus Backstein eingezogen. 1954 wurde der Durchlass mittels einer vorgesetzten Betonwand in seiner Leistungsfähigkeit von ursprünglich 22 Kubikmetern pro Sekunde weiter auf 10 Kubikmeter Wasser pro Sekunde herabgesetzt um im Fall einer Sturzflut den Bahndamm als Staudamm nutzen zu können und damit die Überschwemmung der bachabwärts in einem Talkessel liegenden Eckertsmühle zu verlangsamen. 2017 wurden diese Einbauten beseitigt.
Zwischen den 1950er und den 1970er Jahren gab es am Durchgangsbahnhof Miltenberg Nord an der Strecke nach Wertheim durchgehende Eilzugverbindungen in der Relation Bodensee–Crailsheim–Aschaffenburg–Frankfurt (Main) Hauptbahnhof.
Der Hauptbahnhof Miltenberg wurde im Sommer 1977 für den Personenverkehr aufgelassen und diente fortan nur noch als Güterbahnhof. Die Züge des Personenverkehrs halten seitdem an dem für diesen Zweck ertüchtigten Nordbahnhof, der in Miltenberg umbenannt wurde. Der alte Kopf- und Hauptbahnhof wurde in Miltenberg Gbf (Miltenberg Güterbahnhof) umbenannt. Seit dieser Zeit fahren auch die Züge von Seckach zum ehemaligen Nordbahnhof.
Mit Beginn des Sommerfahrplanes am 28. Mai 1989 hielten keine Züge mehr am Haltepunkt Obernau. Er wurde nach Beseitigung des Bahnübergangs Bahnhofstraße im August 2002 wiedereröffnet. Einige Jahre davor und in der Zeit danach wurden im Stadtteil Obernau drei weitere Eisenbahnbrücken neu errichtet (Mozartstraße, Brucknerstraße und Sulzbacher Straße) und dabei zwei weitere Bahnübergänge beseitigt (Sulzbacher Straße und Mozartstraße).
Mitte der 1990er Jahre wurde die Maintalbahn im Bereich der Aschaffenburger Adenauerbrücke mit der südlichen Ringstraße untertunnelt und an der Schweinheimer Straße neu überbrückt, die Verkehrsfreigabe erfolgte im September 1995. Dabei wurde östlich des Haltepunktes Aschaffenburg Süd ein Industrie-Gleisanschluss unterquert und zu diesem Zweck als Eisenbahnbrücke neu errichtet. Die neue Eisenbahnbrücke wird nicht mehr genutzt und ist durch einen Zaun gegen Betreten gesichert. Zwischen 1995 und 1998 wurde die Maintalbahn in Aschaffenburg mit der Wilhelm-Hoegner-Grünanlage erstmals und mit der Würzburger Straße neu überbrückt (Verkehrsfreigabe Mai 1998). 2003 wurde die Maintalbahn im Bereich der Aschaffenburger Ludwigsallee neu überbrückt.
Seit 9. Dezember 2007 wird der in unmittelbarer Nähe der Hochschule Aschaffenburg gelegenen Haltepunkt Aschaffenburg Hochschule als Bedarfshalt genutzt.
Nach 2003 wurde die Maintalbahn mit der Grünbrücke an der Fasanerie erstmals überbrückt und es wurde die Straßenbrücke an der Deutschen Straße abgebrochen (Verkehrsfreigabe Juni 2013).
Der Miltenberger Güterbahnhof und frühere Hauptbahnhof wurde 2005 stillgelegt.
Am 27. Mai 2011 wurde im Aschaffenburger Stadtteil Obernau die an die Bahnlinie verlegte Staatsstraße 2309 dem Verkehr übergeben. Freigegeben wurde dabei auch die Unterführung der Staatsstraße 2309 unter der neu errichteten Brücke der Maintalbahn.
Seit Mitte der 2010er Jahre kann die Trasse der Bahnstrecke Aschaffenburg–Höchst (Odenwald) im Abschnitt zwischen Aschaffenburg Süd und dem Bahnübergang am Bischberg von der Maintalbahn mit genutzt werden, weil hierfür in Höhe der früheren Weberei Däfler und in Höhe der Feuerwache je eine Weiche eingebaut wurde.

### Zukunftsaussichten
In seinem Positionspapier Weichenstellung 2017 sprach sich der Kreistag Miltenberg für eine Elektrifizierung der Bahnstrecke von Miltenberg nach Aschaffenburg aus. Damit sollen die Durchbindung der Züge in Richtung Frankfurt am Main und ein Stundentakt auch am Wochenende ermöglicht werden. Die Elektrifizierung, einschließlich der Hafenbahn Aschaffenburg, wurde im Januar 2018 vom bayerischen Kabinett als eine von sieben Strecken in die Bayerische Elektromobilitäts-Strategie Schiene zur Reduzierung des Dieselverkehrs im Bahnnetz in Bayern aufgenommen.
Die südliche Ringstraße in Aschaffenburg wurde ohne die Vorgabe einer Elektrifizierung planfestgestellt und gebaut. Die Brücken im Stadtgebiet Aschaffenburg seien für eine Oberleitung zu niedrig, die Trasse darunter müsse abgesenkt werden. Die laufenden Planungen für eine neue Mainbrücke zwischen der St 2309 und der B 469 südlich von Kleinwallstadt wurden bereits an die Elektrifizierung der Maintalbahn angepasst.
Im September 2022 wurde die Machbarkeitsstudie „Güterverkehr auf der Schiene“ für den Landkreis Miltenberg präsentiert. Dort wurden folgende Maßnahmen vorgeschlagen:
- Errichtung zweites Gleis Bahnhof Sulzbach
- Beseitigung der Reisendenübergänge in Klingenberg und Kleinwallstadt
- Drittes Gleis in Kleinheubach als Servicegleis für Güterzüge
- Entwicklung von Umschlaganlagen im Landkreis
- Ausbau und Elektrifizierung der Maintalbahn

Die Bayerischen Eisenbahngesellschaft gab im Oktober 2021 eine Nutzen-Kosten-Untersuchung zur Elektrifizierung der Strecke in Auftrag, mit dem Ziel einer der Finanzierung über das Gemeindeverkehrsfinanzierungsgesetz. Die Untersuchung ergab ein Nutzen-Kosten-Verhältnis von 1,2 für eine Anhebung der Streckenhöchstgeschwindigkeit auf bis zu 160 km/h, einen zweigleisiger Ausbau des Streckenabschnitts Obernburg-Elsenfeld – Erlenbach und die Anpassung der Bahnsteige auf eine einheitliche Länge von 220 m und eine einheitliche Höhe von 76 cm. Die Investitionskosten wurden auf etwa 115 Millionen Euro geschätzt. Nach abgeschlossener Vorplanung beauftragte das Bayerische Staatsministerium für Wohnen, Bau und Verkehr im November 2024 die Westfrankenbahn mit der Entwurfs- und Genehmigungsplanung für die Elektrifizierung, die Anhebung der Streckenhöchstgeschwindigkeit auf 140 km/h, einen zweigleisigen Ausbau des Streckenabschnitts Obernburg-Elsenfeld – Glanzstoffwerke, eine Verlängerung des zweigleisigen Abschnitts von Aschaffenburg Süd in Richtung Obernau, den Ausbau des Haltepunkts Sulzbach (Main) zum Begegnungsbahnhof und die Anpassung der Bahnsteige auf eine einheitliche Länge von 220 m und eine einheitliche Höhe von 76 cm. Ziel war dabei ein Abschluss der Planungen des Planfeststellungsverfahrens bis 2030/2031 und eine Inbetriebnahme bis 2033/2034.
Im Zielfahrplan des Deutschlandtakts ist vorgesehen, die Regionalexpresslinie zwischen Frankfurt am Main und Aschaffenburg nach Miltenberg durchzubinden. Die Regionalbahn Wiesbaden–Mainz–Darmstadt–Aschaffenburg soll ebenfalls weiter nach Miltenberg durchgebunden werden. Die Linie aus Crailsheim soll dann nach Mosbach statt Aschaffenburg weiter fahren. In Miltenberg ist ein Taktknoten mit Umsteigemöglichkeit zwischen den aus drei Richtungen fast zeitgleich eintreffenden Regionalexpress-Zügen vorgesehen.

### Unfälle
Am 18. April 2008 kam es in Kleinwallstadt im Gleisbereich zu einem tödlichen Unfall mit einem Fußgänger.
Am 9. November 2017 kam es an einem Bahnübergang in Wörth am Main zu einem tödlichen Unfall mit einem Radfahrer, der die Schranke umgehen wollte.

## Verkehr

### Personenverkehr
Der Personenverkehr auf der Maintalbahn wird von der DB-Tochter Westfrankenbahn betrieben; die Strecke war dabei schon öfters von Stilllegungsabsichten betroffen, die aber nicht umgesetzt wurden. Durch den Fahrradtourismus im Main- und Taubertal erfreut sich die Strecke wieder größerer Beliebtheit und wurde in den letzten Jahren aufwändig erneuert. Die Regional-Express-Züge verkehren alle zwei Stunden als Main-Tauber-Express durchgehend von Aschaffenburg nach Miltenberg und weiter über Wertheim, Lauda und Königshofen nach Crailsheim. Die Züge werden mit Dieseltriebwagen der Baureihe 642 gefahren. Die Regionalbahnen verkehren ganzwöchig im Stundentakt zwischen Aschaffenburg und Miltenberg, die Regionalexpresse zwischen Aschaffenburg und Wertheim verkehren stündlich und werden alle zwei Stunden bis Crailsheim verlängert.

### Güterverkehr
In Kleinheubach besitzt der Futtermittelhersteller Josera einen Gleisanschluss. Dieser wird zwei- bis dreimal wöchentlich für Rohstoffeingänge genutzt.
Das Industrie-Center Obernburg besitzt ebenfalls einen Gleisanschluss, welcher mit Zellstoffen und Kesselwagen bedient wird. Bei Niedrigwasser wird zudem Natronlauge über mehrere Wochen auf der Bahn befördert, die sonst mit dem Binnenschiff angeliefert wird.
Den Bahnhof Miltenberg benutzt vor allem das Unternehmen Fripa zum Umschlag von Zellstoffen.